# Anne Lemaître
Anne Lemaître, née en 1957, est une mathématicienne belge. Elle travaille à l'Université de Namur et pour l'Union astronomique internationale. Elle a donné son nom à l'astéroïde (7330) Annelemaître.
Anne Lemaître obtient son doctorat de mathématique en décembre 1984 à l'Université de Namur sous la direction de Jacques Henrard. Elle a occupé divers postes au sein de l'Union astronomique internationale.